# 구산중학교 (인천)
구산중학교(九山中學校)는 대한민국 인천광역시 부평구 부개동에 있는 공립 중학교이다.

## 학교 연혁
- 1997년 3월 1일 : 제1대 이현무 교장 취임
- 1997년 3월 1일 : 7학급 설립 인가 개교
- 1997년 3월 3일 : 제1회 입학생 7학급(308명)
- 2022년 9월 1일 : 제9대 이금숙 교장 취임
- 2024년 2월 15일 : 제25회 졸업(286명, 누계 10,079명)
- 2024년 3월 4일 : 2024학년도 입학생 9학급(279명)

## 참고 자료
- 구산중학교 - 한국교육학술정보원 학교알리미